# CHIP-IN
CHIP-IN (Hangul: 십시일반; RR: Shibshiilban), es una serie de televisión surcoreana emitida del 22 de julio del 2020 hasta el 13 de agosto del 2020, a través de MBC.

## Sinopsis
Cuando Yoo In-ho, es diagnosticado con una enfermedad terminal, decide que en su cumpleaños número 58, revelará su última voluntad y su testamento. Su gran legado y su inmensa fortuna pronto demuestra la codicia interna que existe entre los miembros de su familia, lo que causa una batalla feroz entre ellos.
Existen muchas personas a su alrededor que sólo quieren su legado, entre ellas: su exesposa Ji Seol-young, quien lo ha cuidado por años; su ex-amante Kim Ji-hye, quien es la madre de su hija Yoo Bit-na; y su medio hermano Dok Go-cheol. Todos enfrentan diferentes resultados basándose en las diferentes decisiones que toman, a medida que su avaricia los abruma.

## Reparto[5]

### Personajes principales[6]
| Actor                   | Personaje  | N.º de episodios | Notas                                                                                   |
| ----------------------- | ---------- | ---------------- | --------------------------------------------------------------------------------------- |
| Oh Na-ra                | Kim Ji-hye | 8                | Es una antigua famosa modelo, así como la ex-amante de Yoo In-ho y madre de Yoo Bit-na. |
| Kim Hye-jun Song Ji-woo | Yoo Bit-na | 8                | Es una estudiante y la hija de Kim Ji-hye y Yoo In-ho.                                  |

### Personajes secundarios[8]
| Actor          | Personaje           | Episodios donde apareció | Notas |
| -------------- | ------------------- | ------------------------ | --- |
| Nam Moon-chul  | Yoo In-ho           | -                        | Es un antiguo pintor y el padre de Yoo Bit-na. Tiene dos hermanos Yoo In-gook y su medio hermano Dok Go-cheol. |
| Kim Jung-young | Ji Seol-young       | -                        | Es una directora de teatro y la exesposa de Yoo In-ho.                                                         |
| Choi Kyu-jin   | Yoo Hae-joon        | -                        | Es el hijo de Yoo In-gook así como el primo de Yoo Bit-na.                                                     |
| Han Soo-hyun   | Dok Go-cheol        | -                        | Es el medio hermano de Yoo In-ho.                                                                              |
| Kim Si-eun     | Dok Go-seon         | -                        | Es la hija de Dok Go-cheol, así como la prima de Yoo Bit-na y Yoo Hae-joon.                                    |
| Lee Yoon-hee   | Moon Jeong-wook     | -                        | Es el amigo y mánager de Yoo In-ho.                                                                            |
| Nam Mi-jung    | Mrs. Park Jin-sook  | -                        | Es la mucama de la familia Yoo.                                                                                |
| Kwon Dong-ho   | Det. Hong Jae-gyu   | -                        | Es un detective.                                                                                               |
| Jung Chul-soon | Det. Kang           | -                        | Es un detective.                                                                                               |
| Kim Myung-seon | Enfra. Jin Yeon-hee | -                        | Es una enfermera.                                                                                              |

### Otros personajes
| Actor           | Personaje | Episodios donde apareció | Notas                |
| --------------- | --------- | ------------------------ | -------------------- |
| Jang Jae-kwon   | -         | -                        | Es un entrevistador. |
| Park Jung-eon   | -         | 1                        | Es una reportera.    |
| Wie Shin-ae     | -         | 2                        | Es una farmacista.   |
| Lee Seung-hyung | -         | 5                        | Es un doctor.        |

## Episodios
La serie está conformada por 8 episodios, los cuales fueron emitidos todos los miércoles y jueves a las 21:00 (KST).

### Raitings
Los números en color rojo indican las calificaciones más bajas, mientras que los números en azul indican las calificaciones más altas.
| Episodio | Fecha de emisión     | Participación promedio de audiencia |
| Episodio | Fecha de emisión     | AGB Nielsen (A escala nacional)     |
| -------- | -------------------- | ----------------------------------- |
| 1        | 22 de julio de 2020  | 3.7                                 |
| 1        | 22 de julio de 2020  | 3.9                                 |
| 2        | 23 de julio de 2020  | 2.8                                 |
| 2        | 23 de julio de 2020  | 3.3                                 |
| 3        | 29 de julio de 2020  | 3.0                                 |
| 3        | 29 de julio de 2020  | 3.9                                 |
| 4        | 30 de julio de 2020  | 2.4                                 |
| 4        | 30 de julio de 2020  | 2.8                                 |
| 5        | 5 de agosto de 2020  | 2.9                                 |
| 5        | 5 de agosto de 2020  | 3.2                                 |
| 6        | 6 de agosto de 2020  | 2.4                                 |
| 6        | 6 de agosto de 2020  | 2.8                                 |
| 7        | 12 de agosto de 2020 | 2.1                                 |
| 7        | 12 de agosto de 2020 | 3.2                                 |
| 8        | 13 de agosto de 2020 | 2.7                                 |
| 8        | 13 de agosto de 2020 | 3.3                                 |
| Promedio | Promedio             | 3.025%                              |

## Música
El OST de la serie está conformado por las siguientes canciones:

### Parte 1
| No. | Intérprete         | Canción                   | Letra | Música | Duración |
| --- | ------------------ | ------------------------- | ----- | ------ | -------- |
| 1   | Joo Hee (Nuvocity) | "Follow You Down"         | -     | -      | -        |
| 2   |                    | "Follow You Down" (Inst.) | -     | -      | -        |

### Parte 2
| No. | Intérprete          | Canción             | Letra | Música | Duración |
| --- | ------------------- | ------------------- | ----- | ------ | -------- |
| 1   | Hye Rim (Yucherish) | "It's Gone"         | -     | -      | -        |
| 2   |                     | "It's Gone" (Inst.) | -     | -      | -        |

### Parte 3
| No. | Intérprete         | Canción         | Letra | Música | Duración |
| --- | ------------------ | --------------- | ----- | ------ | -------- |
| 1   | Joo Hee (Nuvocity) | "Birds"         | -     | -      | -        |
| 2   |                    | "Birds" (Inst.) | -     | -      | -        |

### Parte 4
| N.º | Intérprete          | Canción             | Letra | Música | Duración |
| --- | ------------------- | ------------------- | ----- | ------ | -------- |
| 1   | Shin Yu-na (신유나) | "Like Wind"         | -     | -      | -        |
| 2   |                     | "Like Wind" (Inst.) | -     | -      | -        |

## Premios y nominaciones
| Año  | Categoría                                                              | Premio               | Nominada    | Resultado |
| ---- | ---------------------------------------------------------------------- | -------------------- | ----------- | --------- |
| 2020 | Best New Actress                                                       | 39th MBC Drama Award | Kim Hye-jun | Ganó      |
| 2020 | Excellence Award, Actress in a Monday-Tuesday Miniseries / Short Drama | 39th MBC Drama Award | Kim Hye-jun | Nominada  |

## Producción
La serie también es conocida como "United Effort to Accomplish One Thing".
Fue dirigida por Jin Chang-gyu, quien contó con el apoyo del escritor Choi Kyung.
La lectura del guion fue realizada en el 2020, la serie fue emitida a través de Munhwa Broadcasting Corporation (MBC).